# Okta (アイデンティティ管理)
Okta, Inc.は、サンフランシスコに本社がある、株式公開されているアイデンティティおよびアクセス管理会社である。企業が最新のアプリケーションへのユーザー認証を管理および保護し、アプリケーション、WebサイトのWebサービスおよびデバイスにアイデンティティコントロールを開発者が構築するのを支援するクラウドソフトウェアを提供する。2009年に設立され、2017年に最初の株式公開をしており、その評価額は60億ドルを超えた。

## サービス
Oktaは、ユーザーが一元化されたプロセスを使用して、さまざまなシステムにログインできるシングルサインオンソリューションなど6つのサービスを販売している。たとえば、同社はGmail、Workday、Salesforce、Slackに1回のログインでログインできるとしている。また、API認証サービスも提供している。
Oktaのサービスは、Amazon Web Servicesクラウド上に構築されている。
2019年1月、OktaのCEOは、同社の登録ユーザーが1億人を超えたと発表した。

## 歴史
Oktaは2009年に設立された。Oktaの現CEOであり共同創設者のTodd McKinnon氏は、過去にPeopleSoftでさまざまな役職を歴任した後に、Salesforceのエンジニアリング担当上級副社長を務めていたこともある。Oktaのもう1人の共同創設者でCOOのFrederic Kerrestも、Salesforceでの職歴がある。
2015年、同社はAndreessen Horowitz、Greylock Partners、Sequoia Capitalから12億ドルの評価額で7,500万ドルのベンチャーキャピタルを調達した。同社は、以前の資金調達ラウンドで1億5000万ドルを調達したことがある。
2017年の新規株式公開により、1億8,700万ドルが追加調達された。初日に株式の取引が行われ、IPOの時点では、セコイアキャピタルが21.2％の株式を保有する筆頭株主であった。
同社はサンフランシスコに本社を置いている。また、サンノゼ、ベルビュー、トロント、ワシントンDC、ロンドン、アムステルダム、シドニー、パリ、ストックホルムにもオフィスがある。
Oktaは主にエンタープライズビジネスを対象としている。現在の顧客には、JetBlue、Nordstrom、MGM Resorts International、および米国司法省がある。
毎年「オクタン」ユーザー会議が開かれ、最近ではバラク・オバマ元大統領が基調講演を行った。

## セキュリティに関する問題
2021年3月9日、ハッキング集団「Advanced Persistent Threat 69420」が、同社に設置されていたVerkada社のカメラの脆弱性をついて、Oktaのオフィスネットワークに侵入した。カメラからセキュリティ映像がダウンロードされたほか、ネットワークへのルートシェルアクセスを取得したことがグループの一人によって明らかにされた。